# 지창수 (군인)
지창수(池昌洙, 1906년 ~ 1950년)는 여순 14연대 반란사건 주동자로 당시 14연대 인사계 육군 상사였다. 전라남도 광산군 출신이다.
제주 4·3 항쟁 토벌을 명령받은 14연대가 여수에서 출항 준비를 하며 머무르고 있던 1948년 10월 19일 지창수는 남로당계 장교 상관들을 모시는 등 모두 40여명을 모아 무기고, 탄약고를 점령하고 비상나팔을 불어 병사들을 소집하였다. 지창수는 "동족상잔의 제주도 출동을 반대한다", "인민군이 38선을 넘어 남하하고 있다", "차라리 남북통일을 위해 이대로 차라리 북으로 진격하는 해방군이 된다" 등의 말로 병사들을 선동하고 그날 11시 30분 여수 시내로 진격, 시내를 점령했다. 지창수는 그대로 순천로 진격, 10월 20일 12시에 순천을 포위, 오후 3시에 점령하였다.
안재성 작가가 집필한 《이현상 평전》에 따르면, 지창수는 여수에 내려온 이현상과 만난 뒤 그 자리에서 지휘권을 이현상에게 넘겨주었다. 그 후 지창수는 잔여병력을 이끌고 산으로 들어가 빨치산 생활을 하였으나, 1949년 1월 중순 경남 하동군의 칠불암 뒷산을 정찰하다가 매복중인 토벌대에 생포되었으며 예비역 대한민국 육군 상사 계급으로 강제 예편되었다.
한국전쟁이 발발하자 다른 죄수들과 함께 집단으로 처형되었다.